# Mendidaphodius steinbergi
Mendidaphodius steinbergi är en skalbaggsart som beskrevs av Nikritin 1973. Mendidaphodius steinbergi ingår i släktet Mendidaphodius och familjen Aphodiidae. Inga underarter finns listade i Catalogue of Life.